# Tshelpa Künga Dorje
| Tibetische Bezeichnung                                                                                               |
| --- |
| Tibetische Schrift: ཚལ་པ་ཀུན་དགའ་རྡོ་རྗེ                                                                                  |
| Wylie-Transliteration: tshal pa kun dga' rdo rje                                                                     |
| Andere Schreibweisen: Tshelpa Künga Dorje; Tsalpa Kunga Dorje                                                        |
| Chinesische Bezeichnung                                                                                              |
| Vereinfacht: 采巴•耿噶多杰; 司徒•格卫罗哲; 蔡巴•贡噶多吉; 蔡巴•贡噶多杰; 蔡巴•贡嘎多吉; 蔡巴•贡噶多吉; 司徒•格微洛追 |

Tshelpa Künga Dorje (tib. tshal pa kun dga' rdo rje;) (geb. 1309; gest. 1364) oder Situ Gewe Lodrö (si tu dge ba'i blo gros) war ein berühmter Fürst der Region Tshelpa bzw. Tshel Gungthang in Zentraltibet und ein bedeutender Geistlicher der Tshelpa-Kagyü-Schule des tibetischen Buddhismus.
Er ist der Autor eines Katalogs zum Tshelpa Kanjur (der Weißen Annalen) und eines der bedeutendsten Werke der tibetischen Geschichtsschreibung: den Roten Annalen.

## Überblick
Künga Dorje war ein Sprössling der alten tibetischen Adelsfamilie der Gar (mGar), deren Mitglieder schon zur Zeit der Yarlung-Dynastie wichtige zivile und militärische Posten besetzt hielten.
Er war der Sohn von Drungchen Mönlam Dorje (drung chen sMon-lam rdo-rje ; 1284–1346/7), des 9. Tshelpa- (bzw. Tshel-Gungthang)-Herrschers (Tshal-pa dpon-po / Tshal-dpon).
Seit seinem 15. Lebensjahr (1323) war er der 10. Herrscher der Zehntausendschaft Tshel Gungthang (tshal gung thang), ein Amt, das er im Folgenden für 28 Jahre bekleiden sollte. Er regierte von 1323 bis 1352.
1324 reiste er an den Hof des Mongolen-Kaisers nach China, um sich in seinem Amt als Oberhaupt der Tshelpa-Zehntausendschaft vom Kaiser Yesun Timur Khan der Yuan-Dynastie bestätigen zu lassen.
Durch sorgfältige Verwaltung und Wiederherstellung des Tshelpa-Klosters, des Gungthang-Klosters, des Jokhang-Tempels (in Lhasa) und des Potala-Palastes (in Lhasa) und den Bau des Klosters Riwo Gepel (ri bo dge 'phel) (in Lhasa) erwarb er den Respekt der Mehrheit der Mönche aller Schulen.
Er verbündete sich mit Sakya (sa skya) und Yasang (g.ya' bzang) gegen Phagdru (phag gru) und verlor.
Im Jahr 1352 wurde die Zehntausendschaft Tshel Gungthang von dem Phagmo-Drupa-Herrscher Changchub Gyeltshen (byang chub rgyal mtshan; 1302–1364) erobert, womit die Herrschaft von Tshelpa Künga Dorje beendet war. Er trat die Herrschaft an seinen Bruder Dragpa Sherab (grags pa shes rab) ab und wurde unter dem upādhyāya Sang-rin-pa (mkhan chen don zhags pa sangs rgyas rin chen) Mönch in Tshel (tshal). Als Mönch nahm er den Dharmanamen Gewe Lodrö (tdge ba'i blo gros) an. Rölpe Dorje (rol pa'i rdo rje), der spätere 4. Schwarzmützen-Karmapa (Zhva-nag Karma-pa), kam auf seine Einladung nach Gungthang.
Künga Dorje starb im Alter von 56 Jahren.

## Werk
Das Kloster Tshel Gungthang war der Sitz der Tshel (tshal)-Familie bzw. der Tshelpa-Herrscher oder Gouverneure der tibetischen Zehntausendschaft Tshel Gungthang. Er befand sich in der Nähe des Tshelpa-Klosters in der historischen Provinz Ü im Westen von Lhasa.
In der Mitte des 14. Jahrhunderts wurde hier die Kanjur-Sammlung des tibetischen buddhistischen Kanons (bka'-'gyur) einer Revision unterzogen, wofür der Fürst der zentraltibetischen Region – Tshelpa Künga Dorje – Geld bereitstellte.

„Die ‚Kanjur‘ genannte Sammlung der autoritativen Worte des Buddha wurde von 1347 bis 1351 im Kloster Tshel Gungthang in Ü einer gründlichen Revision unterzogen. Hierfür stellte der ‚Tripön‘ von Tshel, Tshelpa Künga Dorje (1309–1364), Geld zur Verfügung. Eine weitere, von der Tshelpa-Version abweichende Edition wurde in Zhalu in Tsang erstellt.“

Sie fand mit dem berühmten Gelehrten Butön Rinchen Drub (1290–1364) statt und zählt zu seinen herausragenden Leistungen. Diese neue Ausgabe des buddhistischen Kanons umfasste 260 in Gold- und Silberschrift geschriebene Bände und ist unter der Bezeichnung Tshelpa Kanjur (Tshal-pa bKa'-'gyur) bekannt. Es handelt sich dabei um eine Revision der um 1320 im Kloster Narthang (snar thang) entstandenen Ausgabe des tibetischen buddhistischer Kanons. Zu seinen wichtigen Werken zählen der unter dem Namen Weiße Annalen (deb ther dkar po) bekannte Katalog des Tshelpa Kanjur.
Sein 1346 begonnenes Geschichtswerk Rote Annalen (tib. Deb-ther dmar-po, mong. Hu-lan deb-ther) wurde 1363 fertiggestellt.

## Werke
- Weiße Annalen  (deb ther dkar po[26]), ein Katalog des Tshelpa Kanjur (Tshal-pa bKa'-'gyur)[27]
- Rote Annalen (deb ther dmar po,[28] 1363)
- Deb ther mKhas-pa’i Yid-'phrog[29] (‚Fortsetzung zu den Roten Annalen‘)
- Deb ther khra bo[30] (‚Bunte Annalen‘)
- Gung thang bla ma zhang gi rnam thar[31] (‚Biographie des Gungthang Lama Shang‘)
- Smon lam rdo rje rnam thar[32] (‚Biographie des Vaters Mönlam Dorje‘)